# Hausdorf (Gemeinde Brückl)
Hausdorf (slowenisch: Uha Vas; slowenisch mundartlich: Uga Ves, doch auch als Potoče bezeichnet, was deutsch Bachdorf wäre) ist eine Ortschaft in der Gemeinde Brückl im Bezirk Sankt Veit an der Glan in Kärnten. Die Ortschaft hat 68 Einwohner (Stand 1. Jänner 2024).

## Lage
Die Ortschaft liegt im Südosten des Bezirks Sankt Veit, auf dem Gebiet der Katastralgemeinde St. Filippen, im Norden des Klagenfurter Felds, am Fuße des Ochskogels.

## Geschichte
1329 wird Haustorf urkundlich erwähnt.
In der ersten Hälfte des 19. Jahrhunderts gehörte der Ort zum Steuerbezirk Osterwitz. Bei Gründung der Ortsgemeinden im Zuge der Reformen nach der Revolution 1848/49 kam Hausdorf an die Gemeinde St. Filippen. Seit der Gemeindezusammenlegung 1865 gehört der Ort zur Gemeinde Brückl, die bis 1915 den Namen St. Johann am Brückl führte.

## Bevölkerungsentwicklung
Für die Ortschaft ermittelte man folgende Einwohnerzahlen:
- 1846: 11 Häuser[4]
- 1869: 8 Häuser, 61 Einwohner[5]
- 1880: 7 Häuser, 33 Einwohner[6]
- 1890: 7 Häuser, 34 Einwohner[7]
- 1900: 6 Häuser, 35 Einwohner[8]
- 1910: 7 Häuser, 63 Einwohner[9]
- 1923: 9 Häuser, 54 Einwohner[10]
- 1934: 80 Einwohner[11]
- 1961: 16 Häuser, 77 Einwohner[12]
- 2001: 22 Gebäude (davon 21 mit Hauptwohnsitz) mit 25 Wohnungen; 70 Einwohner und 0 Nebenwohnsitzfälle; 25 Haushalte; 0 Arbeitsstätten, 5 land- und forstwirtschaftliche Betriebe[13]
- 2011: 24 Gebäude, 65 Einwohner, 25 Haushalte, 0 Arbeitsstätten[14]
- 2021: 28 Gebäude, 68 Einwohner, 27 Haushalte, 6 Arbeitsstätten[15]